# Ursus americanus kermodei
L'orso kermode (Ursus americanus kermodei), chiamato anche «orso spirito», è una sottospecie di orso nero americano che vive lungo le coste centrali e settentrionali della Columbia Britannica, molto nota per il fatto che 1/10 della sua popolazione esistente è composta da esemplari dalla pelliccia bianca o color crema.

## Descrizione
Questa colorazione è dovuta ad un allele recessivo molto comune nella popolazione. Non si tratta di esemplari albini e non sono neanche più strettamente imparentati con gli orsi polari o con gli orsi bruni «biondi» delle «Isole ABC» dell'Alaska di altri membri della stessa specie.
A causa del loro aspetto simile ad un fantasma, gli «orsi spirito» giocano un ruolo prevalente nella mitologia dei Nativi canadesi e americani dell'area.
I maschi possono raggiungere o superare i 225 kg di peso, mentre le femmine, più piccole, raggiungono al massimo i 135 kg. Ritti in piedi sono alti 180 cm.

## Distribuzione
L'orso kermode s'incontra sulle coste dall'Isola della Principessa Reale a Prince Rupert e nell'interno si spinge fino ad Hazelton. Le popolazioni indigene lo conoscono con il nome di Moksgm'ol. Nel febbraio del 2006 il Governatore della Columbia Britannica annunciò l'intenzione di proclamare l'orso kermode animale ufficiale dello Stato. 
La sottospecie prende il nome da Francis Kermode, ex direttore del Museo Reale della Columbia Britannica e collega di William Hornaday, lo zoologo che descrisse per primo l'animale.